# Гаврино (Шатурский район)
Гаврино — деревня в Шатурском муниципальном районе Московской области. Входит в состав Дмитровского сельского поселения. Население — 21 чел. (2013).

## Расположение
Деревня Гаврино расположена в юго-западной части Шатурского района, расстояние до МКАД порядка 136 км. Высота над уровнем моря 129 м.

## Название
В письменных источниках деревня упоминается как Стариково, Гаврино.

## История
Впервые упоминается в писцовой Владимирской книге В. Кропоткина 1637—1648 гг. как деревня Стариково, Гаврино тож Колушской кромины волости Муромское сельцо Владимирского уезда Замосковного края Московского царства. Деревня принадлежала князю Семену Матвеевичу Мещерскому.
Последними владельцами деревни перед отменой крепостного права были помещики Волкова, Ларионовы и Ханыкова.
После отмены крепостного права деревня вошла в состав Середниковской волости.
После Октябрьской революции 1917 года был образован Гавринский сельсовет в составе Середниковской волости Егорьевского уезда Рязанской губернии. В сельсовет входила только одна деревня Гаврино.
В 1925 году Гавринский сельсовет был упразднён, а деревня Гаврино вошла в состав Новошинского сельсовета, но уже в 1926 году Гавринский сельсовет был вновь восстановлен. В ходе реформы административно-территориального деления СССР в 1929 году Гавринский сельсовет был упразднён, деревня Гаврино передана Новошинскому сельсовету, который вошёл в состав Дмитровского района Орехово-Зуевского округа Московской области. В 1930 году округа были упразднены, а Дмитровский район переименован в Коробовский.
В 1952 году Новошинский сельсовет был упразднён, деревня Гаврино передана Середниковскому сельсовету.

## Население
| 1858 | 1859 | 1868 | 1885 | 1905 | 1926 |
| ---- | ---- | ---- | ---- | ---- | ---- |
| 334  | →334 | ↗340 | ↗435 | ↗530 | ↘412 |
| 1970 | 1993 | 2002 | 2006 | 2010 | 2011 |
| ↘43  | ↘14  | ↘12  | ↗15  | ↗19  | ↗23  |
| 2013 |      |      |      |      |      |
| ↘21  |      |      |      |      |      |

## Галерея

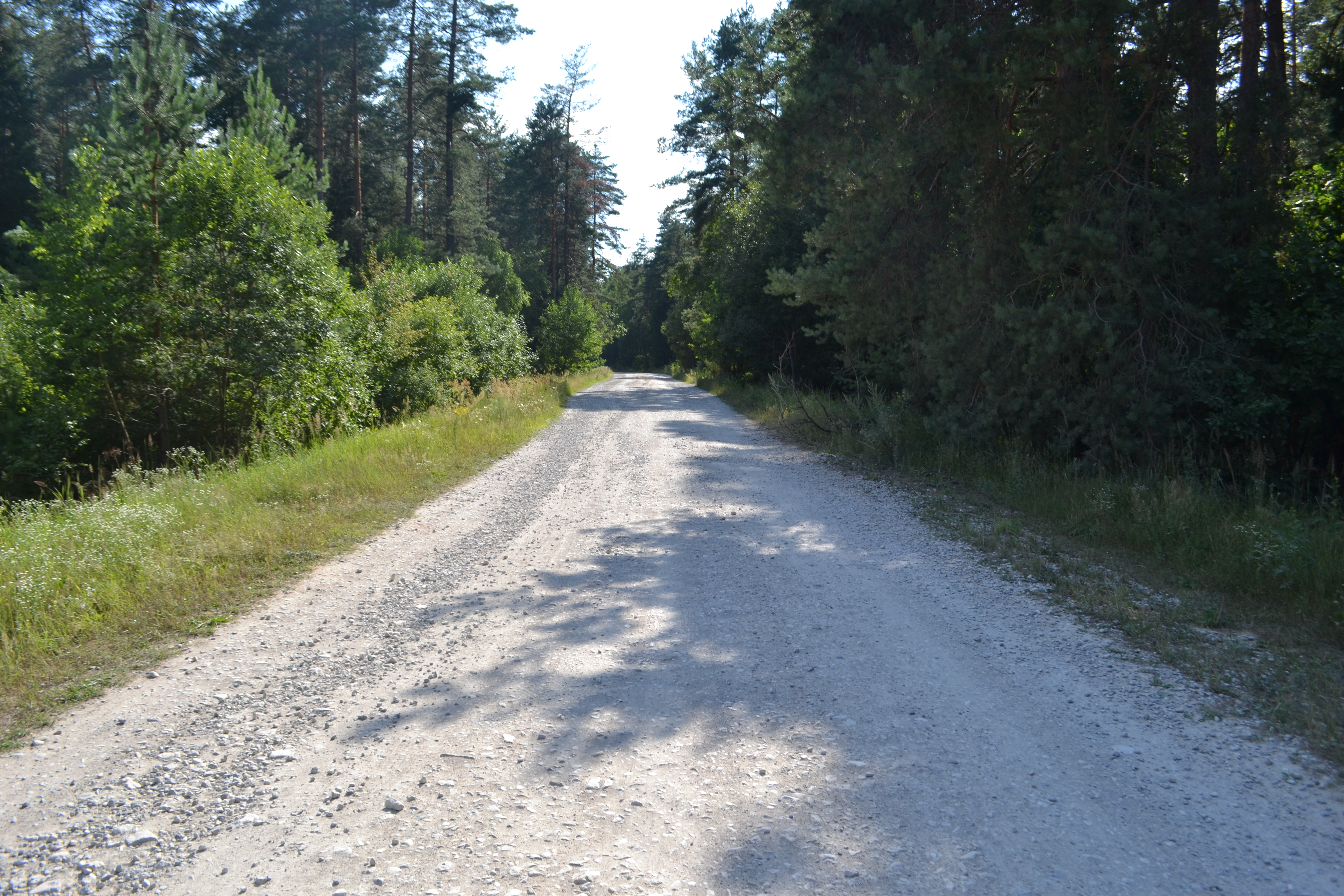
Дорога в деревню
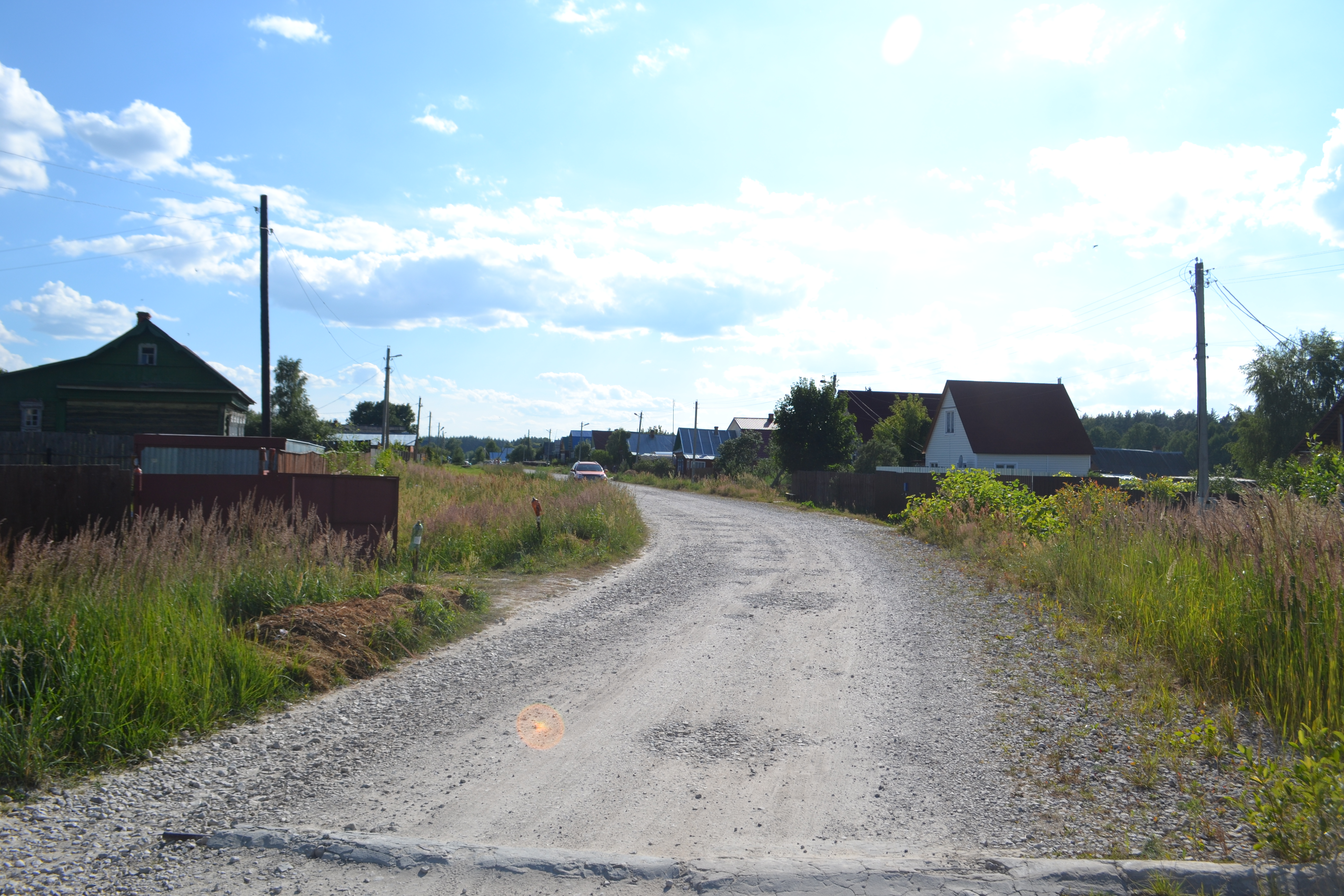
Гаврино